# Okręg wyborczy Cumberland
Okręg wyborczy Cumberland powstał w 1290 r. i wysyłał do angielskiej, a następnie brytyjskiej, Izby Gmin dwóch deputowanych. Okręg obejmował hrabstwo Cumberland. Został zlikwidowany w 1832 r.

## Deputowani do brytyjskiej Izby Gmin z okręgu Cumberland

### Deputowani w latach 1290–1660
- 1542–1544: Thomas Wharton
- 1545: Thomas Wharton
- 1547–1552: Thomas Wharton
- 1625–1643: Patricius Curwen
- 1640–1643: George Dalston
- 1646–1653: William Airmine
- 1646–1648: Richard Tolson
- 1654–1659: William Briscoe
- 1654–1659: Charles Howard
- 1659: Wilfrid Lawson

### Deputowani w latach 1660–1832
- 1660–1661: Wilfrid Lawson
- 1660–1661: Charles Howard
- 1661–1665: Patricius Curwen
- 1661–1679: George Fletcher
- 1665–1701: John Lowther
- 1679–1679: Richard Lamplugh
- 1679–1681: Edward Howard, wicehrabia Morpeth
- 1681–1685: George Fletcher
- 1685–1689: Richard Graham, 1. wicehrabia Preston
- 1689–1701: George Fletcher
- 1701–1701: Richard Musgrave
- 1701–1701: Gilfrid Lawson
- 1701–1702: Edward Hasell
- 1701–1702: George Fletcher, wigowie
- 1702–1708: Richard Musgrave
- 1702–1705: Gilfrid Lawson
- 1705–1708: George Fletcher, wigowie
- 1708–1722: James Lowther
- 1708–1734: Gilfrid Lawson
- 1722–1727: Christopher Musgrave
- 1727–1755: James Lowther
- 1734–1745: Joseph Pennington
- 1745–1768: John Pennington
- 1755–1756: William Lowther
- 1756–1757: William Fleming
- 1757–1761: James Lowther
- 1761–1762: Wilfrid Lawson
- 1762–1768: James Lowther, torysi
- 1768–1774: Henry Curwen, wigowie
- 1768–1806: Henry Fletcher, wigowie
- 1774–1784: James Lowther, torysi
- 1784–1790: William Lowther, torysi
- 1790–1796: Humphrey Senhouse, torysi
- 1796–1831: John Lowther, torysi
- 1806–1820: George Howard, wicehrabia Morpeth, wigowie
- 1820–1829: John Christian Curwen, wigowie
- 1829–1832: James Graham, wigowie
- 1831–1832: William Blamire, wigowie